# 朱利安·卡罗尔
朱利安·卡罗尔（英語：Julian Carroll，1942年11月5日—），澳大利亚男子游泳运动员。他曾代表澳大利亚参加1962年英联邦运动会游泳比赛，获得二枚金牌和一枚银牌。他也曾参加1960年夏季奥林匹克运动会。